# Lissaspis flagellata
Lissaspis flagellata là một loài tò vò trong họ Ichneumonidae.